# Юрасовское сельское поселение
Юрасовское сельское поселение — упразднённое муниципальное образование в Ольховатском районе Воронежской области.
Законом Воронежской области от 2 октября 2013 года № 118-ОЗ, Караяшниковское и Юрасовское сельские поселения преобразованы путём объединения в Караяшниковское сельское поселение с административным центром в слободе Караяшник.

## Административное деление
В состав поселения входили:
- слобода Юрасовска — административный центр,
- поселок им. Ленина,
- хутор Кирьянов,
- хутор Лесное Уколово.